# Luigi Ferdinando Marsigli
Luigi Ferdinando Marsigli, (Bologna, 10. srpnja 1658. – Bologna, 1. studenog 1730.), zemljopisac, prirodoslovac, polihistor, general, diplomat

## Život

### Školovanje
Studirao je privatno u Bologni, Padovi i Rimu. Stjecanjem okolnosti počeo je proučavati literaturu vezanu uz Osmansko Carstvo, što ga je 1679. i navelo da se priključi pratnji mletačkog poslanika Pietra Civranija i s njim otputuje u Carigrad. 

### Djelovanje
U Carigradu je započeo dugogodišnje znanstveno istraživanje vezano za Balkan i Osmansko Carstvo. Služio je u mletačkoj vojsci, a značajniju ulogu imao je u austrijskoj vojsci. Diplomat i general u službi Habsburga bio je u razdoblju 1681–1704. U Srijemskim Karlovcima je 1699. godine sklopljen mir između Mletačke Republike, Habsburške Monarhije i Omanskoga Carstva. Mirovni ugovor označavao je kraj rata započetog 1683., a bio je temeljni akt od kojeg će krenuti razgraničenje. Prilikom sklapanja mira dogovoreno je da će se nova granična linija utvrditi na terenu i da će biti utvrđena na kartama koje će se u tu svrhu posebno izraditi. Osmansko povjerenstvo za razgraničenje vodio je kapidžibaša Osmanskog Carstva Ibrahim-efendija. S austrijske strane predsjednik povjerenstva za razgraničenje bio je grof Ferdinando Luigi Marsigli. Na razgraničenju s Marsiglijem radili su carski nadinženjer i pukovnik Johann Friedrich Hollstein, koji je uz pisanje dnevnika izradio dio topografskih skica i geografskih karata te topograf i kartograf Johann Cristoph Müller. Osobno ili u koautorstvu J. C. Müller izradio je najveći dio kartografskog materijala u vezi Karlovačkog mira. U radu toga povjerenstva sudjelovao je i Pavao Ritter Vitezović. U sklopu kartografiranja područja oko granice ustanovljene Karlovačkim mirom ponekad je teško sa sigurnošću pripisati autorstvo karte samo jednoj osobi. Stoga se u literaturi umjesto imena i prezimena autora pojedine karte može naći npr. sljedeća izreka: "Izradila Komisija za razgraničenje po miru u Srijemskim Karlovcima 1699. god. pod vodstvom grofa Ferdinanda Luigija Marsiglija" (Peić Čaldarović 1999). Usporedno s radom toga povjerenstva, na uspostavi granica između Mletačke Republike i Osmanskog Carstva u Dalmaciji radilo je i drugo povjerenstvo. Mletačku Republiku zastupao je Giuseppe G. Grimani, a Osmansko Carstvo Osman-aga. Po Grimaniju, ta je granica dobila ime Linea Grimani. Karte je radio vojni inženjer Giusto Emilio Alberghetti. Kao predsjednik (1699. – 1701.) povjerenstva za razgraničenje s Osmanskim Carstvom, Marsigli je u suradnji s P. R. Vitezovićem prikupljao bogatu izvornu građu za povijest podunavskih zemalja. Vitezović mu je pomagao oko prikupljanja povijesnih podataka, genealogije, knjiga i dokumenata o Hrvatskoj i Slavoniji. Po njemu se zove crta razgraničenja Marsiglieva linija, uspostavljena Beogradskim mirom.Marsiglijevo opsežno djelo o Dunavu Danubius Pannonico-Mysicus, objavljeno je u 6 svezaka, na latinskom jeziku u Hagu i Amsterdamu 1726. godine. To je djelo puna zanimljivih karata i planova hrvatskih gradova, a sve to gradivo potječe iz vremena Marsiglijeva boravka i rada u hrvatskim krajevima. Za tu je monografiju karte izradio kartograf J. Ch. Müller po Marsiglijevim uputama u Nürnbergu 1702–03. Bogato rukopisno gradivo u kojem ima dosta Müllerovih i Vitezovićevih bilježaka, skica i drugih rukopisa, ostavio je nakon svoje smrti gradu Bologni. Ta se ostavština danas čuva u Sveučilišnoj knjižnici (nekadašnja Knjižnica Znanstvenog instituta koji je osnovan 1714. na Marsiglijev poticaj) toga grada u posebnoj zbirci nazvanoj Marsigliana. Zbirka se sastoji od 117 uvezanih kodeksa u kojima je gradivo raspoređeno po predmetima i kronološki. Sadržaj toga gradiva poznat je po objavljenom katalogu L. Fratija (1928.), a posebno iz iscrpnog Beiglova izvještaja (1901). Bibliografiju s 50 Marsiglijevih objavljenih radova te kopije velikog broja Marsiglijevih karata, veduta, crteža i bilježaka donosi Hajdarhodžić (1996.). Četverojezična publikacija (mađarski, talijanski, njemački i engleski) na CD-u Karte ispod sjene polumjeseca što ju je 2005. godine objavio mađarski povjesničar i kartograf Antal András Deák sadrži opis i fotografije 370 rukopisnih karata izrađenih tijekom rata, između 1683. i 1699. te u godinama koje su uslijedile. Izradili su ih Marsigli i Müller. Karte su bez navođenja autora ili datuma uz samo nekoliko iznimki. U Kartografskoj zbirci Ratnog arhiva u Beču i Zbirci rukopisa Austrijske nacionalne knjižnice čuvaju se mnogobrojne karte i izvješća što su ih izradili Marsigli i Müller za Habsburško Carstvo, a koje su poslane u Beč. U Muzeju Dunava u Esztergomu čuva se Marsiglijeva monografija o Dunavu. Marsigli je Sveučilišnoj knjižnici u Bologni poklonio svoju zbirku koja je obuhvaćala 2200 tiskanih knjiga, oko 900 rukopisa na arapskom, turskom, grčkom, latinskom i hebrejskom jeziku, a od toga su 146 njegova vlastita rukopisna djela. Na 200. godišnjicu Marsiglijeve smrti osnovan je Muzej koji nosi njegovo ime "Museo Marsiliano" u kojem je smještena zbirka. Muzej se nalazi uz Sveučilišnu knjižnicu.